# Destination Thy 2014
La 2e édition de Destination Thy a eu lieu le 4 mai 2014. Elle a été remportée par le Danois Magnus Cort Nielsen.

## Classement final
Magnus Cort Nielsen remporte la course en parcourant les 180 kilomètres en 4 h 35 min 25 s à la vitesse moyenne de 39,213 km/h.